# 无舌条叶垂头菊
无舌条叶垂头菊（学名：Cremanthodium lineare var. eligulatum）为菊科垂头菊属下的一个变种。

## 扩展阅读
- 維基物種上的相關：无舌条叶垂头菊